# Gouvernement de Miguel
 La Rioja
 Espert
Le gouvernement de Miguel est le gouvernement de La Rioja entre le 6 juin 1983 et le 30 juillet 1987, durant la Ire législature du Parlement de La Rioja. Il est présidé par José María de Miguel.

## Composition

### Initiale
| Fonction                                                      | Titulaire | Titulaire                                                        | Parti    |
| ------------------------------------------------------------- | --------- | ---------------------------------------------------------------- | -------- |
| Président                                                     |           | José María de Miguel Gil                                         | PSR-PSOE |
| Conseiller à la Présidence                                    |           | Hilario Cereceda Alonso                                          | PSR-PSOE |
| Conseiller aux Finances et à l'Économie                       |           | Carlos Sáenz de Santa María Alegría                              | PSR-PSOE |
| Conseiller à l'Aménagement du territoire et à l'Environnement |           | Rafael Fernández Aldana (jusqu'au 08/03/1984) Luis Montejo Uriol | PSR-PSOE |
| Conseiller aux Travaux publics                                |           | Florencio Alonso Segura                                          | PSR-PSOE |
| Conseiller à l'Éducation, à la Culture et aux Sports          |           | José Ignacio Pérez Sáenz                                         | PSR-PSOE |
| Conseillère à l'Industrie et au Commerce                      |           | Emilio Pérez Ruiz                                                | PSR-PSOE |
| Conseiller à l'Agriculture et à l'Alimentation                |           | Francisco Javier Ruiz Arnárez                                    | PSR-PSOE |
| Conseiller à la Santé et au Bien-être social                  |           | Javier Gost Garde                                                | PSR-PSOE |
| Conseiller au Travail                                         |           | Pablo Miguel Rubio Medrano                                       | PSR-PSOE |

### Remaniement du3 juillet 1986
- Les nouveaux conseillers sont indiqués en gras, ceux ayant changé d'attributions en italique.

| Fonction                                                      | Titulaire | Titulaire                        | Parti    |
| ------------------------------------------------------------- | --------- | -------------------------------- | -------- |
| Président                                                     |           | José María de Miguel Gil         | PSR-PSOE |
| Conseiller à la Présidence                                    |           | Hilario Cereceda Alonso          | PSR-PSOE |
| Conseiller aux Finances et à l'Économie                       |           | Fernando Escondrillas Damborenea | PSR-PSOE |
| Conseiller à l'Aménagement du territoire et à l'Environnement |           | Pedro Conde Sáenz                | PSR-PSOE |
| Conseiller aux Travaux publics                                |           | Florencio Alonso Segura          | PSR-PSOE |
| Conseiller à l'Éducation, à la Culture et aux Sports          |           | José Ignacio Pérez Sáenz         | PSR-PSOE |
| Conseillère à l'Industrie et au Commerce                      |           | Emilio Pérez Ruiz                | PSR-PSOE |
| Conseiller à l'Agriculture et à l'Alimentation                |           | Francisco Javier Ruiz Arnárez    | PSR-PSOE |
| Conseiller à la Santé et au Bien-être social                  |           | Javier Gost Garde                | PSR-PSOE |
| Conseiller au Travail                                         |           | Pablo Miguel Rubio Medrano       | PSR-PSOE |